# Francesco Toldo
Francesco Toldo (sinh ngày 2 tháng 12 năm 1971 tại Padua) là một cựu thủ môn bóng đá người Ý.

## Câu lạc bộ
Toldo bắt đầu sự nghiệp tại A.C. Milan; tuy nhiên, anh chưa được chơi trận nào ở câu lạc bộ này. Thay vào đó, câu lạc bộ lớn đem anh cho mượn tại Trento và Ravenna từ năm 1991 đến 1993. Toldo sau đó gia nhập Fiorentina, và trở thành thủ môn chính trong tám năm, hai lần giành được Coppa Italia, và đã chơi tại UEFA Champions League cho the Viola. Một năm trước khi Fiorentina đối mặt với nguy cơ phá sản, anh chuyển đến F.C. Internazionale Milano vào năm 2001, nơi anh là thủ môn số một cho đến mùa hè năm 2005, khi thủ môn người Brasil Júlio César đẩy Toldo ra băng ghế dự bị. Anh đã ghi một bàn trong trận đấu với Juventus tại Serie A vào phút bù giờ để gỡ hòa 1-1 cho đội bóng.

## Tuyển quốc gia
Đến cuối năm 2004, Toldo đã thi đấu 28 trận cho Ý. Mặc dù phải đối mặt với sự cạnh tranh từ những thủ môn hàng đầu như Gianluca Pagliuca, Angelo Peruzzi, và Gianluigi Buffon, Toldo đã được chọn trong đội hình xuất quân tại Euro 2000 vì Buffon bị gãy tay trong một trấn giao hữu với Na Uy chỉ tám ngày trước khi giải khởi tranh. Toldo đã giúp đội tuyển quốc gia Ý kết thúc giải ở vị trí thứ hai sau Pháp. Trong suốt trận bán kết với đội chủ nhà Hà Lan, Toldo đã cứu được một quả penalty trong trận đấu và hai quả nữa trong loạt luân lưu. Tuy nhiên trong trận chung kết anh đã không thể đỡ được cú sút quyết định của Sylvain Wiltord khi trận đấu gần kết thúc khi Ý đang dẫn trước một bàn. Pháp đã chiến thắng trong phút bù giờ với bàn thắng của David Trézéguet.
Anh có mặt trong đội tuyển Ý tham dự Euro 1996, World Cup 1998, World Cup 2002 và Euro 2004, nhưng không được ra sân.